# Schönberg (Freyung-Grafenau járás)
Schönberg település Németországban, azon belül Bajorországban. Lakosainak száma 3902 fő (2023. december 31.). Schönberg Eppenschlag, Thurmansbang, Saldenburg, Innernzell, Grafenau és Spiegelau községekkel határos.

## Népesség
A település népessége az elmúlt években az alábbi módon változott:
| Lakosok száma | 638  | 1955 | 2483 | 3663 | 3838 | 3854 | 3818 | 3834 | 3810 | 3902 |
|               | 1875 | 1950 | 1975 | 1987 | 2012 | 2014 | 2016 | 2017 | 2021 | 2023 |